# 贾米·福利斯
贾米·福利斯（Jaimee Fourlis，1999年9月17日—），澳大利亚女子网球运动员。与贾森·库布勒搭档，福利斯在2022年澳大利亚网球公开赛混合双打比赛中获得亚军。截至2025年4月她赢得过一项WTA125级别的双打冠军、10项ITF女子巡回赛双打冠军以及9项ITF单打冠军。
福利斯成长于墨尔本，并就读于诺斯科特高中。她的家人来自希腊的阿格里尼翁和塞萨洛尼基。她的希腊东正教名字是迪米特拉（Dimitra）。

## 职业生涯
福利斯于2014年3月在澳大利亚格伦艾里斯完成了她的ITF女子巡回赛首秀。她在2014年10月的凯恩斯网球赛事中取得了她的首场胜利。2016年，她以参加珀斯ITF2.5万美元级别赛事开启了这一年。从资格赛突围后，她一路赢下八场比赛，夺得了她的首个职业冠军。福利斯还与麦迪逊·英格利斯搭档，在2016年澳大利亚网球公开赛青少年组女双比赛中闯入半决赛。
福利斯获得了2017年霍巴特网球国际赛的外卡参赛资格，但在首轮输给了克斯汀·弗利普肯斯。她通过赢得外卡附加赛获得了2017年澳大利亚网球公开赛的参赛资格，这是她职业生涯的大满贯首秀。她在首轮击败了安娜·塔提什維利，但在第二轮不敌斯韦特兰娜·库兹涅佐娃。同年5月，她赢得了一场澳大利亚主办的法国网球公开赛外卡附加赛，从而获得了法网的参赛资格，但最终在三盘大战中输给了前世界第一卡罗琳·沃兹尼亚奇。 12月，福利斯赢得了澳大利亚U-18锦标赛冠军，并因此获得了2018年澳大利亚网球公开赛正赛的外卡。
在2018年的霍巴特网球国际赛中，福利斯再次凭借外卡参赛，首轮击败了尼娜·斯托扬诺维奇，但在第二轮输给了希瑟·沃森。在2018年澳大利亚网球公开赛上，她首轮不敌奥利维亚·罗戈夫斯卡。在获得两个ITF冠军之后，同年6月，她的排名首次进入世界前200位。
2019年1月，福利斯在澳大利亚网球公开赛的资格赛首轮失利。接下来的几个月里，她在ITF巡回赛中表现出色，最好的成绩是在5月罗马和6月巴塞罗那的比赛中打入半决赛。2019年7月，她成功晋级了布加勒斯特和巴勒莫的WTA巡回赛赛事。然而，在2020年3月珀斯的比赛首轮失利后，她接受了肩部手术。
2021年8月，福利斯赢得了她的第四个ITF赛冠军，这也是自2021年6月重返赛场后的首个冠军。
凭借外卡获得参赛资格，福利斯与贾森·库布勒搭档，在2022年澳大利亚网球公开赛上闯入了混双决赛，但最终不敌五号种子克里斯蒂娜·姆拉德诺维奇和伊万·多迪格。之后，她通过资格赛获得了2022年温布尔登网球锦标赛的正赛参赛资格，完成了自己在这项大满贯赛事中的首次亮相，但在首轮输给了克斯汀·弗利普肯斯。
在获得外卡参赛资格后，福利斯在2023年澳大利亚网球公开赛首轮输给了琳达·弗鲁赫维尔托娃。在2023年WTA德国公开赛上，她通过资格赛进入正赛，并因另一位资格赛选手王欣瑜退赛而晋级第二轮，但在随后的比赛中输给了三号种子卡罗琳·加西亚。
2025年，福利斯与彼得拉·胡莱搭档，在堪培拉网球国际赛上赢得了她的首个WTA125双打冠军。

## 大满贯赛事决赛

### 混双：1次（亚军）
| 结果 | 年份 | 赛事               | 场地类型 | 搭档        | 对手                                | 比分     |
| ---- | ---- | ------------------ | -------- | ----------- | ----------------------------------- | -------- |
| 负   | 2022 | 澳大利亚网球公开赛 | 硬地     | 贾森·库布勒 | 克里斯蒂娜·美拉德諾維奇 伊万·多迪格 | 3–6, 4–6 |

## WTA125决赛

### 双打：1次（1个冠军）
| 结果 | 胜–负 | 日期      | 赛事                   | 场地类型 | 搭档        | 对手                                  | 比分           |
| ---- | ----- | --------- | ---------------------- | -------- | ----------- | ------------------------------------- | -------------- |
| 胜   | 1–0   | 2025年1月 | 堪培拉国际赛, 澳大利亚 | 硬地     | 彼得拉·胡莱 | 达尔娅·赛门尼斯塔娅 尼娜·斯托扬诺维奇 | 7-5, 4-6, 10-6 |

## ITF巡回赛决赛

### 单打：11次（9个冠军，2个亚军）
| 图例     |
| -------- |
| W100赛事 |
| W60赛事  |
| W25赛事  |
| W15赛事  |

| 按场地分类的决赛 |
| ---------------- |
| 硬地 (5–0)       |
| 红土 (4–2)       |

| 结果 | 胜–负 | 日期      | 赛事                                | 级别   | 场地类型 | 对手                      | 比分             |
| ---- | ----- | --------- | ----------------------------------- | ------ | -------- | ------------------------- | ---------------- |
| 胜   | 1–0   | 2016年2月 | ITF珀斯，澳大利亚                   | 15,000 | 硬地     | 张修贞                    | 6–4, 2–6, 7–6(1) |
| 胜   | 2–0   | 2018年4月 | ACT国际赛, 澳大利亚                 | 15,000 | 红土     | 艾伦·佩雷斯               | 6–3, 6–2         |
| 胜   | 3–0   | 2018年4月 | ITF普拉，意大利                     | 15,000 | 红土     | 阿纳斯塔西娅·格里马尔斯卡 | 6–4, 4–6, 6–0    |
| 胜   | 4–0   | 2021年8月 | ITF奥伦塞，西班牙                   | W25    | 红土     | 施托拉尔·范妮             | 7–6(3), 6–3      |
| 胜   | 5–0   | 2022年3月 | 本迪戈职业网球巡回赛第2站，澳大利亚 | W25    | 硬地     | 奥利维娅·盖德茨基         | 6–3, 0–0 退赛    |
| 胜   | 6–0   | 2022年6月 | 布拉索夫网球公开赛, 罗马尼亚        | W60    | 红土     | 伊佩克·厄兹               | 7–6(0), 6–2      |
| 胜   | 7–0   | 2022年6月 | ITF马德里，西班牙                   | W25    | 硬地     | 吉奥玛·马里斯塔尼         | 6–4, 6–2         |
| 负   | 7–1   | 2022年7月 | ITF霍尔布，德国                     | W25    | 红土     | 叶卡捷琳娜·马卡洛娃       | 1–6, 0–6         |
| 胜   | 8–1   | 2023年2月 | 伯尔尼网球国际赛, 澳大利亚          | W25    | 硬地     | 奥利维娅·盖德茨基         | 6–4, 6–3         |
| 负   | 8–2   | 2023年5月 | 威斯巴登公开赛, 德国                | W100   | 红土     | 叶林娜·阿瓦涅相           | 2–6, 0–6         |
| 胜   | 9–2   | 2024年7月 | 阿姆斯特尔芬网球公开赛, 荷兰        | W35    | 红土     | 贝芙鲁·詹吉兹             | 7–6(2), 2–6, 6–1 |